# Szpic włoski

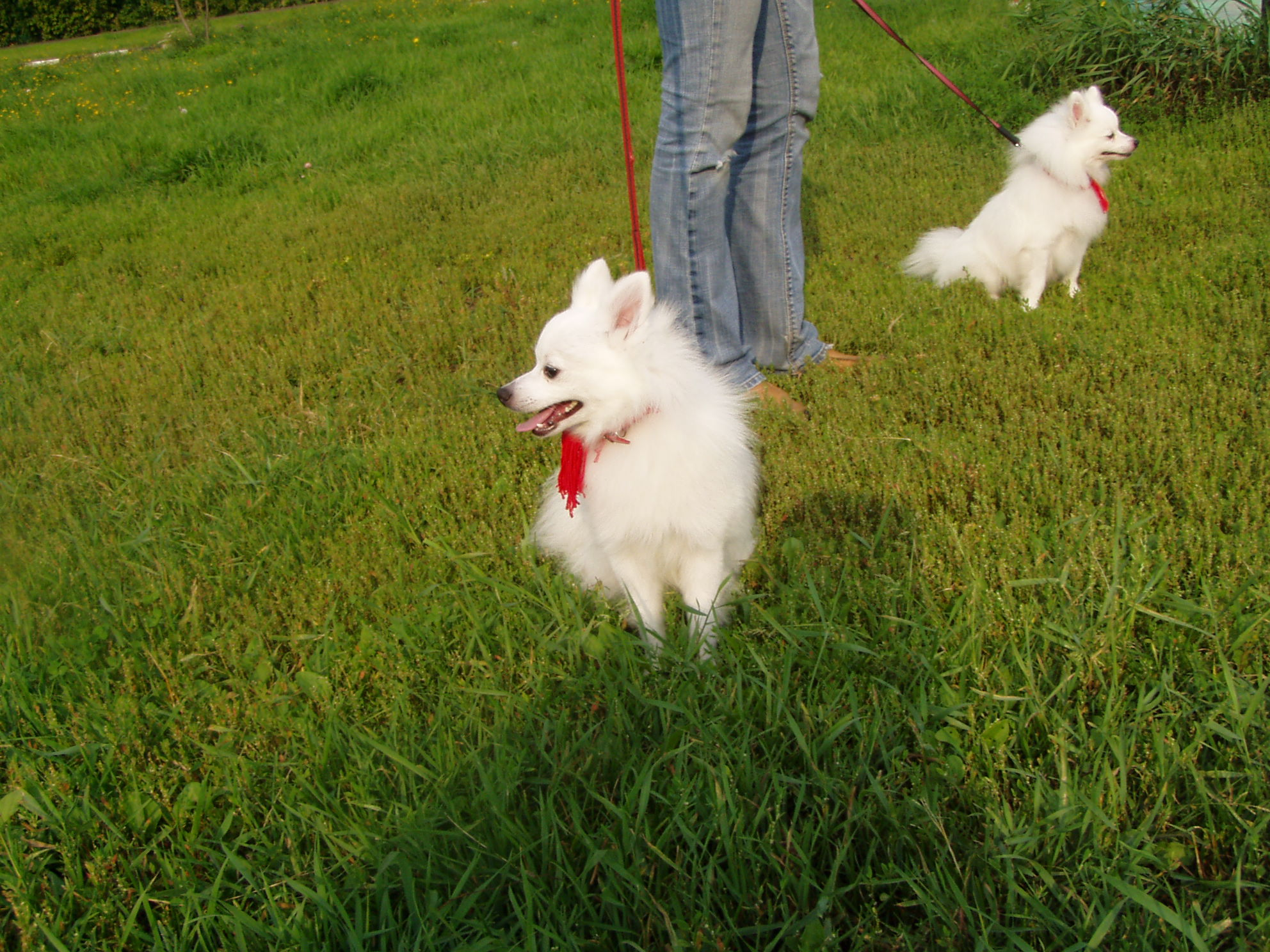
Volpino Italiano

Szpic włoski – jedna z ras psów, należąca do sekcji psów szpiców europejskich.
Według klasyfikacji FCI nie podlega próbom pracy.
Jest to rasa psa rzadko występująca. W sumie na całym świecie żyje około trzystu osobników tej rasy.

## Rys historyczny
Szpic włoski jest jednym z potomków szpica europejskiego, który istniał w środkowej części kontynentu już od epoki brązu, i którego skamieniały szkielet odkryto obok fundamentów osady palowej. Zatem szpic włoski ma tych samych przodków, co szpic niemiecki, którego nie jest potomkiem, lecz krewnym. Hodowano go we Włoszech od niepamiętnych czasów zarówno w pałacach szlachty, jak i w chatach prostych ludzi, gdzie ceniono go szczególnie wysoko ze względu na instynkt obronny i czujność. Był psem Michała Anioła, a w XVIII w. niestrudzonym towarzyszem woźniców z Toskanii i Lacjum, zawsze gotowym, by donośnie ostrzec ich przed obcymi na drodze.

## Wygląd

### Budowa
Budowa kwadratowa; długość głowy stanowi niemal 4/10 długości tułowia.

#### Głowa
W kształcie piramidy; długość stanowi niemal 4/10 wysokości w kłębie.
Czaszka długością przewyższa kufę (6,5 : 5), szerokość między łukami jarzmowymi większa niż połowa długości głowy (7,3 : 11,5); na przekroju podłużnym i poprzecznym nieco jajowata; bardzo słabo zaznaczona bruzda czołowa, słabo podkreślony guz potyliczny. Górne linie czaszki i kufy są lekko zbieżne. Wyrosłe kostne czoła opadają niemal pionowo do nasady kości nosowej i są dobrze wykształcone. 
Nos wilgotny, świeży, z rozwartymi nozdrzami. Widziany z boku znajduje się na tej samej linii co grzbiet nosa i nie wystaje poza fafle. Zawsze czarny, zarówno u psów białej, jak i czerwonej maści. 
Kufa o długości mniejszej od czaszki, ze zbieżnymi bokami, spiczasta. Grzbiet nosa prosty. Widziana z boku żuchwa wyznacza dolny brzeg kufy. 
Fafle widziane od przodu fafle górne tworzą z dolnym brzegiem linię prostą. Śluzówka kąta warg niewidoczna, przez co fafle są bardzo krótkie. Brzegi fafli czarno pigmentowane.
Szczęki nie wydają się bardzo silne, są normalnie rozwinięte i dokładnie pasują do siebie przy przednim brzegu. Gałęzie żuchwy proste. Zęby białe, równo ustawione, całkowicie wykształcone. Zgryz nożycowy; zgryz cęgowy tolerowany. 
Oczy szeroko otwarte, normalnej wielkości, wyrażają czujność i żywość. Okrągłe, leżą na płaszczyznach tworzących do tyłu szeroko otwarty kąt; powieki całkowicie przylegają do gałki ocznej; tęczówka koloru ciemnej ochry; brzegi powiek czarno pigmentowane.
Uszy krótkie, trójkątne, noszone prosto; posiadają sztywną chrząstkę i ustawione są wewnętrzną stroną do przodu. Osadzone wysoko i wąsko rozstawione; długość ucha wynosi ok. połowy długości głowy.

#### Szyja
Długości mniej więcej równej długości głowy. Noszona zawsze prosto. Skóra ściśle przylegająca.

#### Tułów
Kwadratowej budowy; długość tułowia mierzona od najbardziej wysuniętego do przodu punktu łopatki do szczytu zadu odpowiada wysokości w kłębie.
Górna linia: Linia grzbietu prosta, nad lędźwiami nieco wypukła.
Kłąb: Nieco uniesiony ponad linię grzbietu.
Zad: Stanowi przedłużenie linii lędźwi. Kąt nachylenia między biodrem a nasadą ogona wynosi 10°.
Klatka piersiowa: Sięga poziomu łokci; żebra dobrze wysklepione. Długi mostek.
Dolna linia: Unosi się nieznacznie od mostka ku brzuchowi. Słabizna lekko zaznaczona.

#### Ogon
Osadzony w przedłużeniu zadu; noszony stale zawinięty nad grzbietem. Długość ogona stanowi nieco mniej, niż wysokość w kłębie.

#### Kończyny
Kończyny przednie.
Pionowe i całkowicie równoległe w stosunku do środkowej płaszczyzny ciała.
Łopatka o długości odpowiadającej 1/4 wysokości w kłębie i kącie pochylenia wynoszącym 60°.
Ramię dłuższe od łopatki; kąt pochylenia wynosi 60°. Jest mniej więcej równoległe do środkowej płaszczyzny ciała.
Przedramię proste i pionowe, o lekkim kośćcu; odległość od ziemi do łokcia nieco większa niż połowa wysokości w kłębie.
Łokcie równoległe do środkowej płaszczyzny ciała.
Śródręcze i nadgarstek widziane od przodu przedłużają pionową linię przedramienia. Oglądane z boku są lekko kątowane.
Stopy przednie owalne, z dobrze zwartymi palcami. Poduszki stopy i palców oraz pazury czarne.
Kończyny tylne.
Oglądane od tyłu, od guza kulszowego do podłoża całkowicie pionowe, a w stosunku do siebie równoległe.
Udo o długości odpowiadającej ok. 1/3 wysokości w kłębie; całkowicie równoległe w stosunku do środkowej płaszczyzny ciała.
Podudzie nieco krótsze od uda, o lekkiej budowie kostnej, pochylone pod kątem 55 - 60°.
Staw skokowy: odległość od guza kości piętowej do podłoża wynosi nieco ponad 1/4 wysokości w kłębie.
Śródstopie oglądane tak od tyłu jak i z boku ustawione całkowicie pionowo i równolegle.
Stopy tylne owalne, o takich samych cechach co stopy przednie.

### Szata i umaszczenie
Włos gęsty, bardzo długi, nadzwyczaj prosty i odstający; szorstki i sztywny; nigdy nie powinien opadać; nawet gdy nie jest bardzo gęsty musi jednak odstawać. Włos przy szyi tworzy obfity kołnierz. Głowa pokryta pół długim włosem, pokrywającym nasadę ucha; włos na kufie krótki. Na uszach włos bardzo delikatny i krótki, na ogonie bardzo długi. Z tyłu kończyn tworzy frędzle. 
Rodzaje występującego umaszczenia:
- jednolicie białe
- jednolicie rude.

Bladopomarańczowy odcień na uszach – tolerowany, ale w każdym przypadku stanowi niedoskonałość.

### Chód
Bez krótkich podskoków tak w kłusie jak i w galopie. W każdym rodzaju chodu krok ma być obszerny. Skóra napięta, wszędzie przylegająca, bez obwisłości.

## Zachowanie i charakter
Bardzo przywiązany do swego otoczenia i rodziny; o wyrazistym temperamencie, żywotny, wesoły i skory do zabaw.